# 片山花菜
片山 花菜（かたやま はんな、1987年8月14日 - ）は、日本の元女性タレント、元モデル。東京都出身。成城大学経済学部卒業。

## 人物
- 母親が静岡県出身[1]。12歳上の姉がいる[2]。
- 趣味は料理、お笑い鑑賞、ピアノ、海外旅行。特技はフレッシュジュース一気飲み。
- 好きな食べ物はクリームソーダ、パンケーキ、ラーメン。
- 好きな色はピンク、アイスブルー[1]。
- 中学・高校はバドミントン部だった。

## 出演

### バラエティ
- テンションが上がるTV（関西テレビ、2011年）
- ペケ×ポン（フジテレビ、2012年 - ）
- ジェネレーション天国（フジテレビ、2012年 - 2013年）
- ノリで行こう!!（中京テレビ放送、2012年10月2日・9日）
- 内村とザワつく夜（TBS、2013年 - 2014年）
- NEXT（日本テレビ、2013年1月）
- 有吉とバカリズムの密室＆毒室（フジテレビ、2013年7月）
- アイドルの穴〜日テレジェニックを探せ!〜（日本テレビ、2013年7月）
日テレジェニック2013候補生にエントリーされるも落選（その後事務所の先輩である黒田万結花がジェニックを獲得）。
- フットンダ王決定戦2014（中京テレビ、2014年1月）
- ワッチミー!TV（BSフジ、2013年10月 - 2014年3月）
- アメトーーク!（テレビ朝日、2014年6月）
- 幸せ!ボンビーガール（日本テレビ、2014年6月）
- びっくりぃむ（テレビ朝日、2014年8月）
- ミレニアムズ（フジテレビ、2014年11月）
- 内村さまぁ〜ず SECOND（Amazonプライム・ビデオ、2016年2月15日 - 29日配信）

### テレビドラマ
- 分身（WOWOW、2012年2月）
- チープ・フライト（日本テレビ、2013年3月）

### レースクイーン
- SUPER GT GT500クラス12号車「CALSONIC TEAM IMPUL」（2012年）

### 雑誌
- Option（2011年）
- 街スキ（2013年 - ）
- モトチャンプ（2013年 - ）

### CM
- 宝くじBIGロト（2011年）
- ホットペッパー（2012年）
- AMO'S STYLE（2012年）
- JOYSOUND（2014年）

### 広告
- ドミノピザ（2011年）
- AXE ANGELS（2012年）